# Mychajlo Chalilow

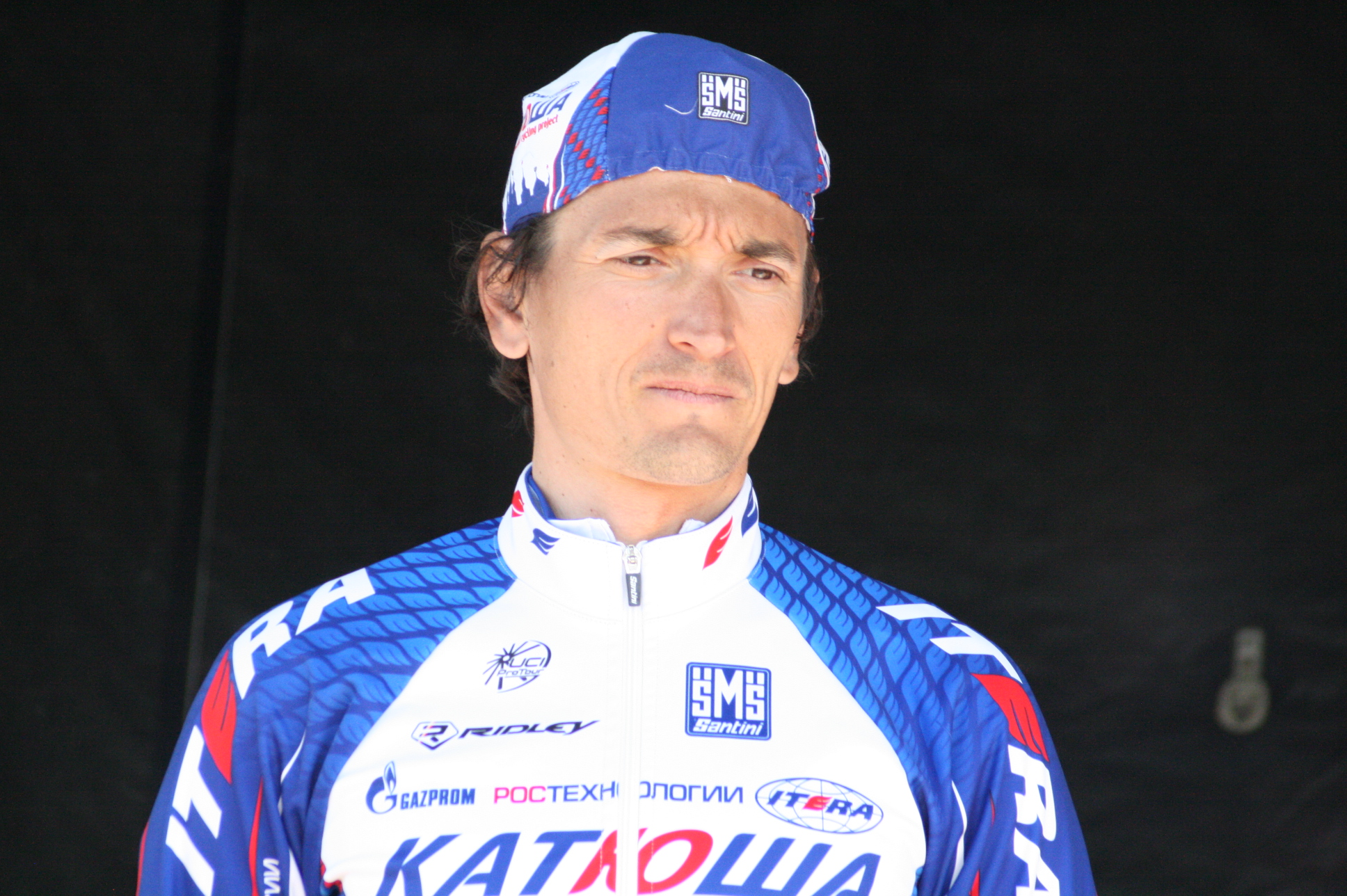
Mychajlo Chalilow bei den Vier Tagen von Dünkirchen, 2010

Mychajlo Chalilow (ukrainisch Михайло Халілов; * 3. Juli 1975 in Nikolajew) ist ein ehemaliger ukrainischer Radrennfahrer.
Als Amateur gewann Mychajlo Chalilow 1995 zwei Etappen des Circuit Franco-Belge; 1996 startete er bei den Olympischen Spielen in Atlanta im Straßenrennen, das er aber nicht beendete.
2000 wurde Chalilow Profi, zunächst bei Selle Italia, und entschied im selben Jahr fünf Etappen der Tour du Faso sowie die Gesamtwertung für sich. 2005 gewann er eine Etappe der Vuelta a Asturias und wurde ukrainischer Meister im Straßenrennen, im Jahr darauf errang er den Titel des Militär-Weltmeisters im Straßenrennen.

## Erfolge
1995
zwei Etappen Circuit Franco-Belge
2000
Gesamtwertung und fünf Etappen Tour du Faso
2003
zwei Etappen Tour du Sénégal
2005
eine Etappe Vuelta a Asturias
 Ukrainischer Straßenmeister
2006
Hel van het Mergellands
 Militär-Weltmeister im Straßenrennen
2008
Grand Prix de la Ville de Rennes
eine Etappe Circuit de la Sarthe
Gran Premio Industria e Commercio di Prato
Memorial Cimurri
Coppa Sabatini

## Teams
- 2000: Aguardiente Néctar-Selle Italia (Stagiaire)
- 2001: Selle Italia-Pacific
- 2002: Colombia-Selle Italia
- 2003: Colombia-Selle Italia
- 2004: Team ICET
- 2005: Team L.P.R.-Piacenza
- 2006: Team L.P.R.
- 2007: Ceramica Flaminia
- 2008: Ceramica Flaminia-Bossini Docce
- 2009: Ceramica Flaminia-Bossini Docce
- 2010: Katjuscha